# Польная
Польная (укр. Пільна) — село, Польнянский сельский совет,
Волчанский район, Харьковская область, Украина.
Код КОАТУУ — 6321686001. Население по переписи 2001 года составляет 226 (96/130 м/ж) человек.
Является административным центром Польнянского сельского совета, в который, кроме того, входит село
Украинское.

## Географическое положение
Село Польная находится на левом берегу реки Польная, выше по течению примыкает село Шевченково, ниже по течению в 2-х км — сёла Сосновый Бор и Лосевка, на противоположном берегу находится село Украинское.

## История
- 1675 — дата основания слободы.
- В 1940 году, перед ВОВ, в Польной было 186 дворов и сельсовет[1].
- При СССР и по 1993 год в селе действовали колхоз «Заря коммунизма» с тремя бригадами, Дом животноводов, амбулатория, магазин, сельсовет, школа[2].

## Экономика
- В селе есть молочно-товарная ферма.

## Объекты социальной сферы
- Школа.
- Дом культуры.
- Польнянский фельдшерский пункт.

## Достопримечательности
- Братская могила советских воинов. Похоронены павших 42 воина.
- Памятник воинам-односельчанам. 1941—1945 гг.